# Hackentrick
Der Hackentrick ist ein Fachbegriff aus dem Fußball.
Man bezeichnet damit das artistische Weiterleiten des Balles mit der Hacke, also dem Fußabsatz. Man kann den Ball dabei flach mit der Ferse zum Mitspieler zurückschlagen oder ihn erst über den Kopf hinwegfliegen lassen, um ihn mit der Hacke dann wieder nach vorne zu stoßen. Der Fußabsatz trifft den Ball dabei in der Luft, während sich der Körper leicht nach vorne beugt. Dieser Hackentrick setzt gute Körperbeherrschung und ein präzises Gefühl für die Flugbahn des Balles voraus.
Im österreichischen Sprachgebrauch heißt der Hackentrick „Fersler“ oder auch „Ferserl“.
Ein mit der Hacke erzieltes Tor nennt man auch Hackentor. Im französischsprachigen Raum wird es als la madjer bezeichnet, benannt nach Rabah Madjer, der auf diese Weise im Endspiel des Europapokals der Landesmeister 1986/87 für den FC Porto den vorentscheidenden Treffer gegen Bayern München erzielte.